# Předslitina
Předslitiny jsou slitiny dvou a více kovů. Obsahují vedle základního nosného kovu jako např. železo (Fe), hliník (Al), měď (Cu), nikl (Ni) ap. ještě další legující prvky, které se těžko do cílových slitin legují. Důvodem obtížné legovatelnosti je např. příliš vysoká tavicí teplota, nízký bod vypařování nebo nedostatečná rozpustnost v cílové slitině.
Ve zpracování železných slitin jsou to nejčastěji Ferochrom (FeCr), Feromangan (FeMn), Ferosilicium (FeSi), Ferosilcium-hořčík (FeSiMg), Ferotitan (FeTi), Ferofosfor (FeP), Nikl-hořčík (NiMg), Ferowolfram (FeW), Feromolybden (FeMo) ap.
V metalurgii neželezných kovů jsou předslitiny také hojně používány.